# میخک‌سانان
میخک‌سانان (نام علمی: Caryophyllales) نام یک راسته از گیاهان گل‌دار است. این راسته، راسته‌ای بزرگ از دولپه‌ای‌های اغلب علفی شامل گروه‌های گیاهی گوشتخوار با ۳۳ تیره و دارای تمکن مرکزی است. کاکتوس‌ها، ریواس، میخک، تاج خروس، گیاه گز، و بیشتر گیاهان گوشت‌خوار از این راسته هستند. بسیاری از میخک‌سانان گیاهان گوشتی هستند و ساقه یا برگی گوشتی‌مانند دارند.